# Pantocrátor del Sinaí

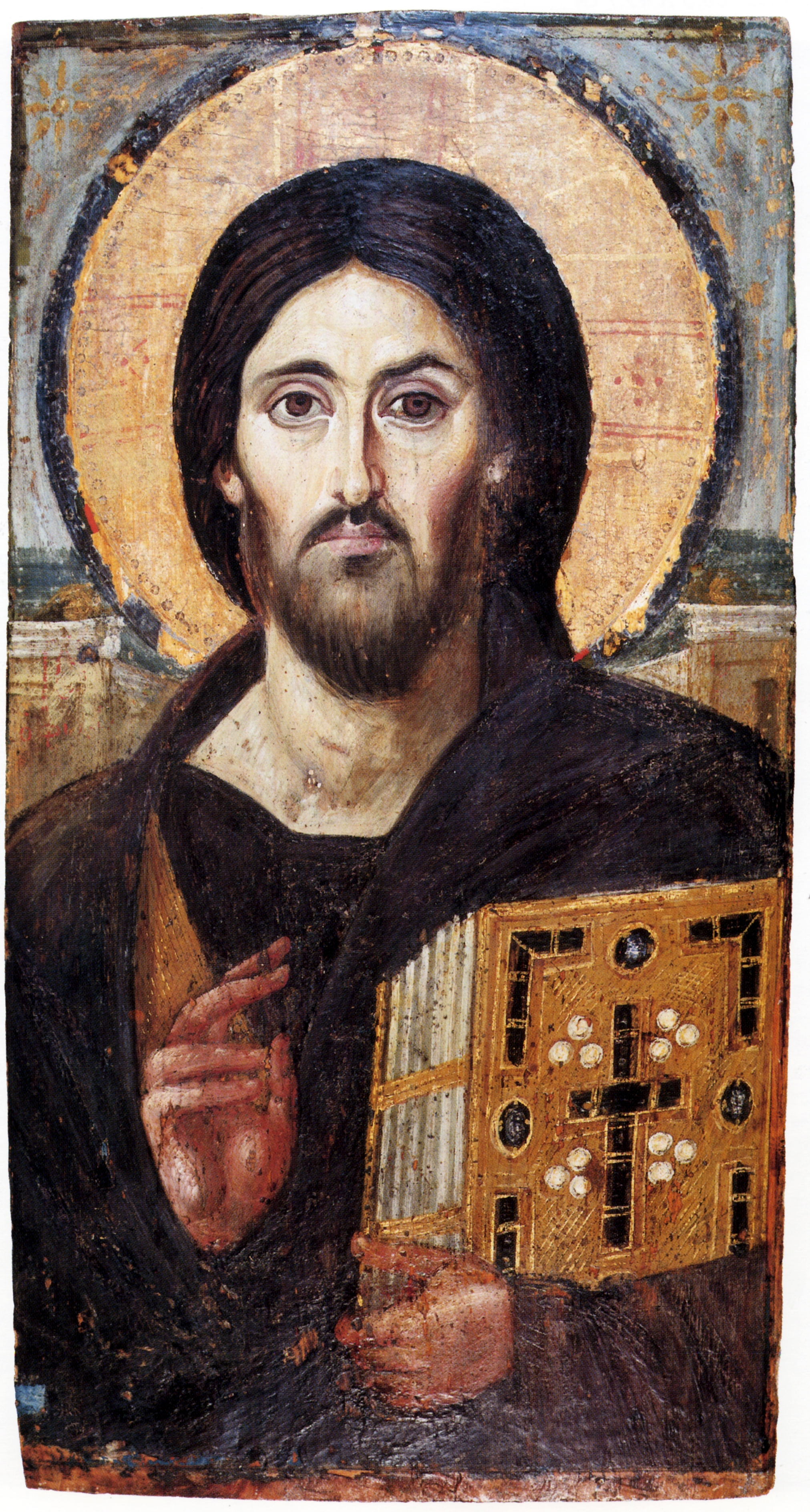
Pantocrátor del Sinaí.

El Pantocrátor de Santa Catalina más popularmente conocido como Pantocrátor del Sinaí es un icono que se encuentra en el Monasterio de Santa Catalina en el Monte Sinaí (Egipto). 
Las imágenes antiguas de Cristo del área romana oriental, que lo representan como Rey del Universo, victorioso, poderoso y triunfante, tienen el nombre griego de Pantocrátor, que significa todopoderoso. 
El monasterio de Santa Catalina posee el icono del Pantocrátor más célebre, pintado en el siglo VI. Posee una parcial semejanza con el rostro de la Sábana Santa de Turín, lo que hace pensar que el primero fue pintado siguiendo el modelo del segundo. Es el icono más célebre del mundo ortodoxo, conjuntamente con la Virgen de Vladímir, y sirvió de modelo a varias generaciones de artistas romanos orientales y ortodoxos como imagen canónica de Cristo. 